# Kopparnäs, Ingå
Kopparnäs  (lokalt uttal kåparne:s) är en halvö i Ingå i Nyland, omkring 40 km väster om Helsingfors.

## Friluftsområde
I Kopparnäs finns ett populärt friluftsområde, Kopparnäs-Störsvik, som ägs av Föreningen Nylands friluftsområden (Uuvi). Friluftsområdet omfattar 450 hektar fastland, 67 hektar öar och 195 hektar vattenområden. Uppskattningsvis 30 000 - 40 000 personer besöker området varje år.  Vem som helst får besöka friluftsområdet avgiftsfritt.
Friluftsområdet i Kopparnäs ligger på gränsen till Sjundeå, och bildar tillsammans med Störsvik i Sjundeå ett enhetligt rekreationsområde som omfattar 721 hektar fastland, 67 hektar öar och holmar, 1497 hektar vattenområde och över 15 km obebyggd strandlinje.

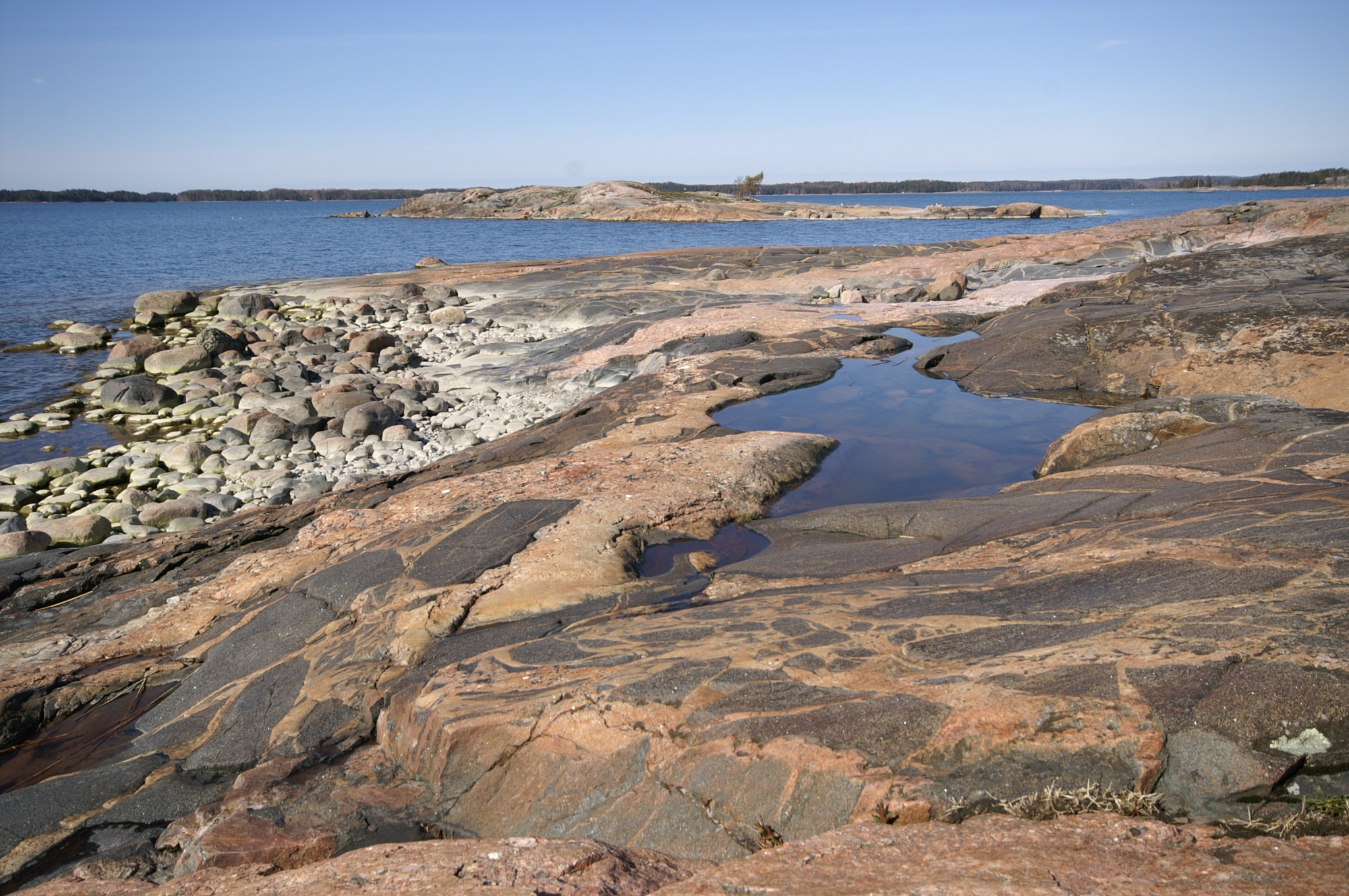
Kopparnäs har 15 km orörd strandlinje.

Området är ett sällsynt stort sammanhängande havsstrandsområde med imponerande bergsstränder, höga klippor, värdefull skärgårdsnatur, skogsområden och holmar. Bland bergsområdena finns skogar, ängar, kärr och åkrar.
På området finns infotavlor, parkeringsplatser, kokskjul, toaletter, bastu, brunn, fågeltorn, förtöjningsringar, förtöjningsbojar, båtbryggor och eldplatser till förfogande. På området finns för tillfället nästan inga utmärkta leder.

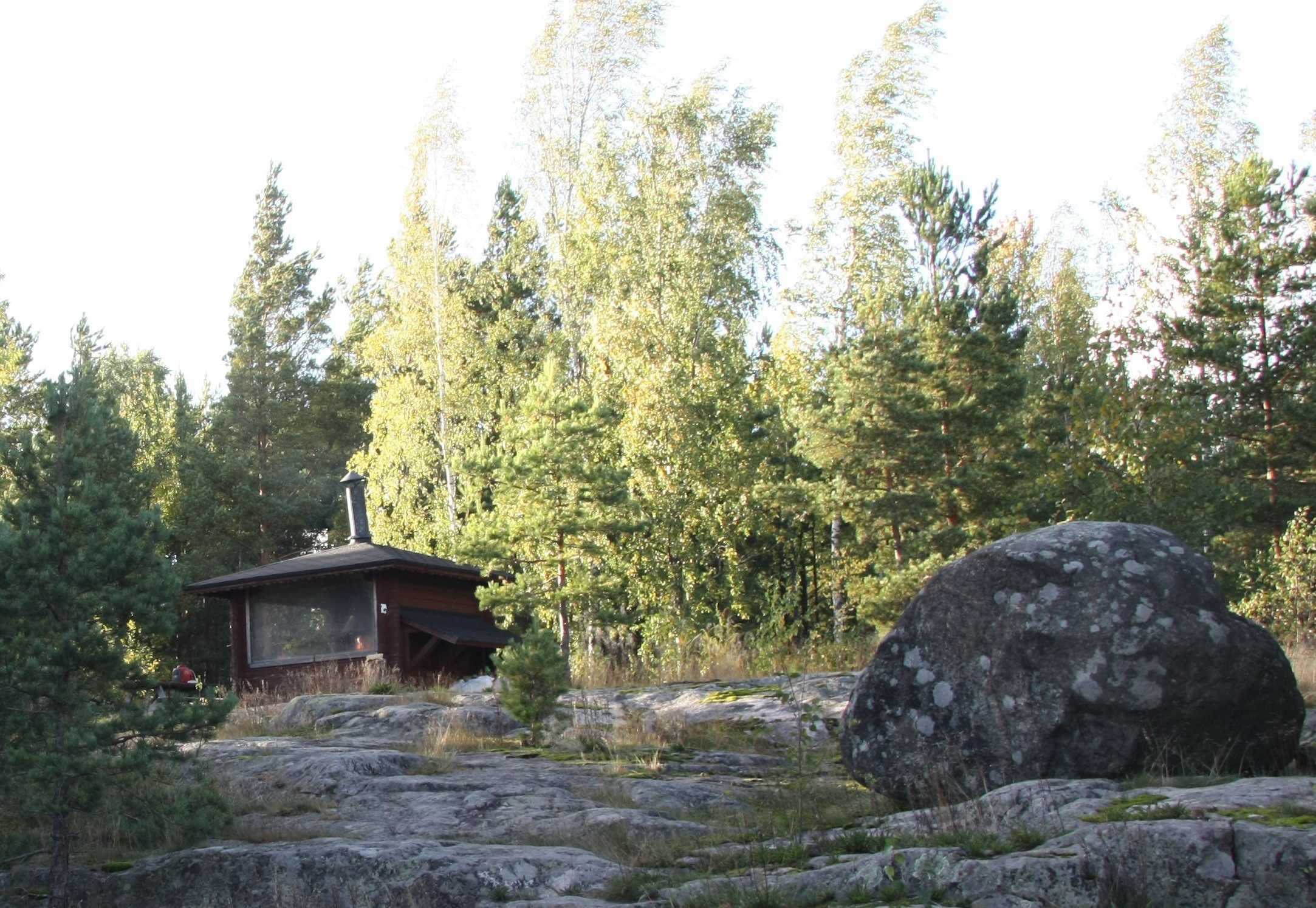
Picknickhydda på Kopparnäs friluftsområde.

Kopparnäs-Störsviks omfattande landområde lämpar sig särskilt bra för cykling. Öarna och holmarna i havsområdet passar bra för paddlare och båtfolk.
Stora Halsö är Kopparnäsområdets största ö. Där finns en brygga, bojar och förtöjningsringar. Vattendjupet vid bryggan är ca 1,5 meter. I närheten av bryggan finns en eldplats och en toalett. Det finns också en liten bastu på ön.
I Kopparnäs finns också ett värdefullt naturskyddsområde med ett rikt djur-, fågel- och växtliv. På naturskyddsområdet är det förbjudet att tälta och att göra upp läger. I maj-juni häckar den sällsynta och skyddade trädlärkan i bergsområden.

## Historia
Kopparnäs har också en fascinerande historia. Det finns gravrösen redan från bronsåldern på området.
Kopparnäs herrgård var i tiderna känd för sin stora handelsäppelträdgård. Nu finns endast stenfötterna kvar av de gamla byggnaderna och torpen. Kopparnäs var en del av Porkalaområdet och under den sovjetiska arrendetiden brann fastlandet nästan helt.
I slutet av 1960-talet köpte energibolaget Imatran Voima Kopparnäs och planerade att bygga ett kärnkraftverk. De planerna gick i stöpet och bolaget använde istället området för utbildnings- och forskningsändamål och för personalens rekreation. På de sydliga klipporna testade bolaget vindkraftverk och de grunderna är synliga än idag.
På området odlades även energivide, som på grund av sin effektiva spridningsförmåga fortfarande sprids effektivt i dag.

Föreningen Nylands friluftsområden och Forststyrelsen tog över området åren 2003 och 2009. Sedan dess har området fungerat som ett allmänt friluftsområde. För tillfället utvecklas området för att bli ett mer mångsidigt friluftsområde.

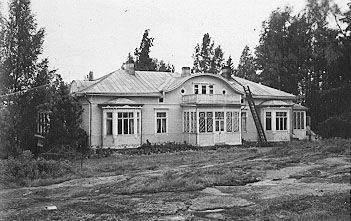
Kopparnäs herrgård 1936.
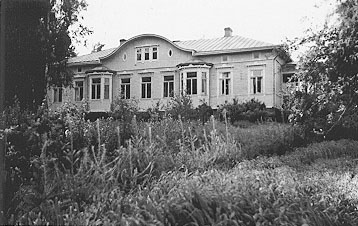
Kopparnäs herrgård 1936, fotograferad från trädgården.
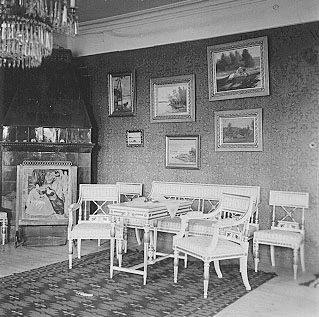
Kopparnäs herrgård 1936, salongen.
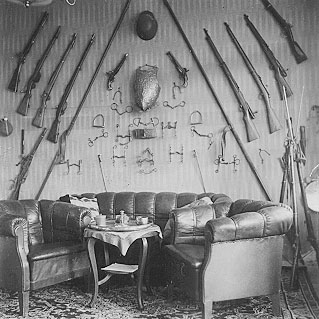
Kopparnäs herrgård 1936, nedre hallen
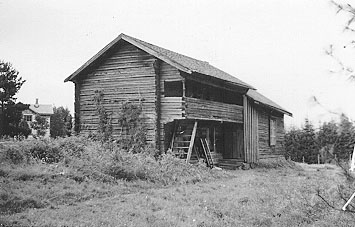
Kopparnäs herrgård 1936, gamla loftet.